# 칭다오 FC
칭다오 FC(중국어: 青岛足球俱乐部)는 중국 산둥성 칭다오시를 연고로 하는 옛 축구 클럽으로 2020년부터 2021년까지 중국 슈퍼리그에서 활동했으나 2022년 4월 14일 팀 해체 발표 오피셜이 공지되었다.

## 역사
- 2013-2015 칭다오 하이뉴 (青岛海牛)
- 2016- 칭다오 황하이 (青岛黄海)
- 2022년 2월 칭다오 FC로 명칭 변경
- 2022년 4월 14일 팀 공식 해체

## 주요 성적
- 중국 을급리그 : 우승 (2013)
- 중국 갑급리그 : 우승 (2019), 3위 (2016), 4위 (2017, 2018)
- 중국 FA컵 : 4강 (2014)

## 역대 감독
| 감독        | 임기        |
| ----------- | ----------- |
| 김정남      | 1999        |
| 후안마 리요 | 2019 ~ 2020 |
| 파블로 마친 | 2020        |